# Stigmella scinanella
Stigmella scinanella là một loài bướm đêm thuộc họ Nepticulidae. Nó được tìm thấy ở Ontario.
Ấu trùng ăn Malus species. Chúng ăn lá nơi chúng làm tổ.